# The Pocket Guide to the Apocalypse: The Official Field Manual for the End of the World
The Pocket Guide to the Apocalypse: The Official Field Manual for the End of the World (‘guía de bolsillo del apocalipsis: el manual oficial de campo para el fin del mundo’), escrito por Jason Boyett. y publicado en 2005 por Relevant Books, es una caricatura de la escatología, el apocalipsis, y el fin de los tiempos.

## Contenido
Los capítulos en el libro incluyen:
- Apocalyptionary (A Glossary of the End).

apocalipcionario (un glosario del Fin).
- The End Is Near, Part 1 (A Timeline: 200 B.C. until 1900).

el fin está cerca, parte 1 (una línea de tiempo: 200 a. C. a 1900 d. C.).
- The End Is Near, Part 2 (Another Timeline: 1900 to the Present).

el fin está cerca, parte 2 (otra línea de tiempo: de 1900 al presente).
- Know Your Potential Antichrists (A Gallery of Candidates).

conozca sus potenciales anticristos (galería de candidatos).
- Fun with Eschatology (A Painless Introduction to Apocalyptic Theory).

diviértase con la escatología (una introducción indolora a la teoría apocalíptica).
- Armageddon Grab-Bag (Miscellaneous Items Not Long Enough for Chapters of Their Own).

bolsito de emergencia para el Armagedón (temas variados no suficientemente largos como para convertirse en capítulos).